# Зоран Филиповић (писац)
Зоран Филиповић (Ужице, 12. децембар 1962) српски је радио водитељ, публициста и писац. Завршио Економски факултет у Београду, био дугогодишњи директор и водитељ Радио Ужица и издавачког предузећа Вести и Радио 31.
Написао је и уредио књигу Дринкманов забавник, која је имала три издања (прво издање Дринкмановог забавника, "посно" и "мрсно" издање, објавила београдска Академика 2011). Користећи речничку форму Филиповић је годинама, уз помоћ пријатеља, а касније користећи и Фејсбук, прикупио и обрадио 400 ужичких речи и израза, који се, како пише у поднаслову „користе често, али не баш увек од миља“. Езотеричне жаргонске одреднице, које потичу из времена када се Ужице урбанизовало, мењало свој изглед и становнике, пролазило фазу комунистичке огледне комуне, до појаве панк и рокенрол бендова, вештим наративним додацима постају занимљиве и духовите урбане легенде, чији су актери локални ликови.
Покретач је и учесник више активистичких програма и иницијатива у ужичком крају, окренутим променама у локалној заједници. Аутор је више радијских формата и радио драма, од којих је најпознатија Опанак у свемиру. Био је водитељ радијских емисија „Клуб 106“, „Потказивања“, „Невергрин“, „Пријатељу, хајд помози“, који су емитовани на Радио Ужицу и Радију 31.
Од 1986. године бави се адвертајзингом и копирајтом. Заједно са писцем Светиславом Басаром био оснивач и вођа панк бенда Панк Флојд.